# Шампейн (Іллінойс)
Шампейн (англ. Champaign) — місто (англ. city) в США, в окрузі Шампейн штату Іллінойс. Населення — 88 302 особи (2020).

## Географія
Шампейн розташований за координатами 40°6′54″ пн. ш. 88°16′25″ зх. д. / 40.11500° пн. ш. 88.27361° зх. д. (40.115057, -88.273652). За даними Бюро перепису населення США в 2010 році місто мало площу 58,17 км², з яких 58,10 км² — суходіл та 0,07 км² — водойми.

### Клімат
| Клімат : Шампейн        | Клімат : Шампейн | Клімат : Шампейн | Клімат : Шампейн | Клімат : Шампейн | Клімат : Шампейн | Клімат : Шампейн | Клімат : Шампейн | Клімат : Шампейн | Клімат : Шампейн | Клімат : Шампейн | Клімат : Шампейн | Клімат : Шампейн | Клімат : Шампейн |
| Показник                | Січ.             | Лют.             | Бер.             | Квіт.            | Трав.            | Черв.            | Лип.             | Серп.            | Вер.             | Жовт.            | Лист.            | Груд.            | Рік              |
| Абсолютний максимум, °C | 21,1             | 22,2             | 29,4             | 32,8             | 36,1             | 39,4             | 42,8             | 38,9             | 38,3             | 33,9             | 26,7             | 21,7             | 42,8             |
| Середній максимум, °C   | 1,0              | 3,1              | 9,6              | 16,7             | 22,8             | 27,9             | 29,9             | 28,8             | 25,5             | 18,8             | 10,2             | 2,9              | 16,5             |
| Середній мінімум, °C    | −7,7             | −5,8             | −0,6             | 5,0              | 10,8             | 15,9             | 18,2             | 17,1             | 13,0             | 6,7              | 0,5              | −5,3             | 5,7              |
| Абсолютний мінімум, °C  | −31,7            | −31,7            | −20,6            | −8,9             | −3,3             | 2,8              | 5,0              | 3,9              | −1,7             | −10,6            | −20,6            | −28,9            | −31,7            |
| Норма опадів, мм        | 48               | 51               | 82               | 93               | 122              | 107              | 119              | 111              | 82               | 71               | 88               | 70               | 1043             |
| ----------------------- | ---------------- | ---------------- | ---------------- | ---------------- | ---------------- | ---------------- | ---------------- | ---------------- | ---------------- | ---------------- | ---------------- | ---------------- | ---------------- |
| Джерело: Weatherbase    |                  |                  |                  |                  |                  |                  |                  |                  |                  |                  |                  |                  |                  |

## Історія

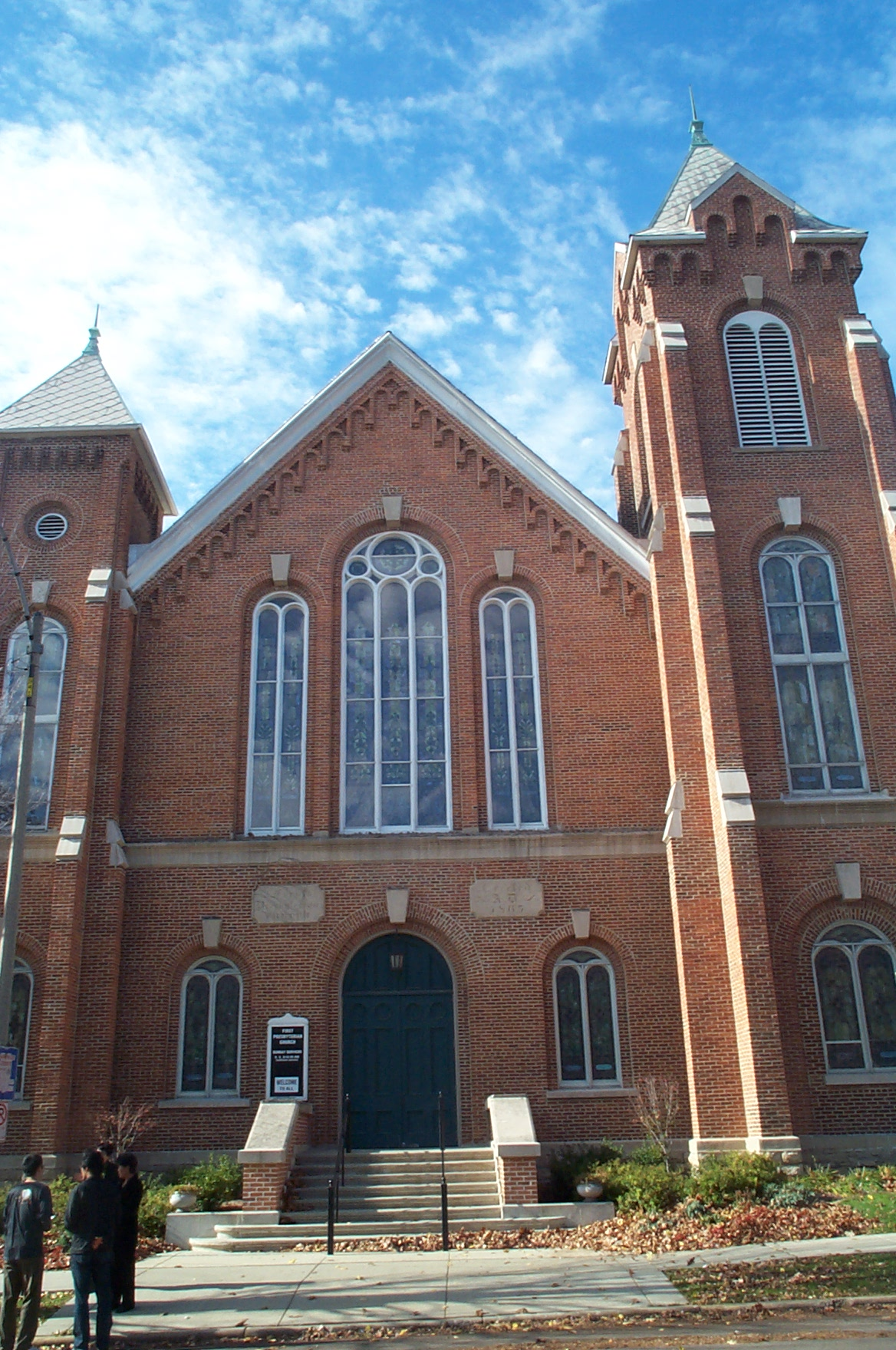
Церква в Шампейні

Шампейн заснований 1855 року, коли в двох милях на захід від центру міста Урбана була прокладена залізниця «Illinois Central». Спочатку поселення називалося «Вест Урбана» (англ. West Urbana), згодом перейменовано в Шампейн з набуттям статусу міста в 1860 році. Назва має індіанське походження.
22 вересня 1985 року в Шампейні відбувся перший концерт товариства допомоги американським фермерам — «Farm Aid», заснованого музикантом, актором і кінорежисером Віллі Нельсоном. Концерт зібрав близько 80 000 глядачів і понад 7 млн дол. допомоги сім'ям американських фермерів.
2005 року в найбільшому кампусі Іллінойсського університету, розташованого в місті, пройшла національна наукова олімпіада, на яку приїхали учні з усіх 50 штатів.

## Демографія
Згідно з переписом 2010 року, у місті мешкало 81 055 осіб у 32 207 домогосподарствах у складі 14 920 родин. Густота населення становила 1393 особи/км². Було 34434 помешкання (592/км²).
Расовий склад населення:
| - 67,8 % — білих - 15,6 % — чорних або афроамериканців - 10,6 % — азіатів - 0,3 % — корінних американців - 0,1 % — вихідців з тихоокеанських островів - 2,7 % — осіб інших рас |

До двох чи більше рас належало 3,0 %. Частка іспаномовних становила 6,3 % від усіх жителів.
За віковим діапазоном населення розподілялося таким чином: 17,3 % — особи молодші 18 років, 75,1 % — особи у віці 18—64 років, 7,6 % — особи у віці 65 років та старші. Медіана віку мешканця становила 25,7 року. На 100 осіб жіночої статі у місті припадало 103,7 чоловіків; на 100 жінок у віці від 18 років та старших — 103,6 чоловіків також старших 18 років.
Середній дохід на одне домашнє господарство становив 63 336 доларів США (медіана — 42 094), а середній дохід на одну сім'ю — 94 671 долар (медіана — 71 309). Медіана доходів становила 46 782 долари для чоловіків та 38 202 долари для жінок. За межею бідності перебувало 28,2 % осіб, у тому числі 27,5 % дітей у віці до 18 років та 7,7 % осіб у віці 65 років та старших.
Цивільне працевлаштоване населення становило 41 874 особи. Основні галузі зайнятості: освіта, охорона здоров'я та соціальна допомога — 41,4 %, мистецтво, розваги та відпочинок — 12,1 %, роздрібна торгівля — 9,7 %, науковці, спеціалісти, менеджери — 9,1 %.

## Економіка

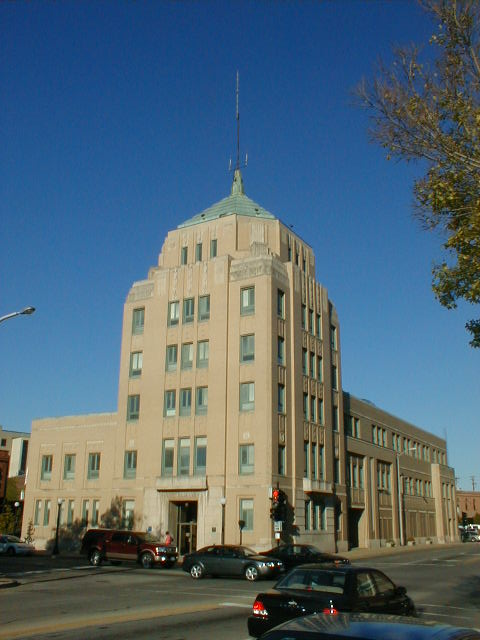
Муніципальний будинок

Крім Іллінойського університету, в Шампейні розташований Паркленд-коледж.
У місті розвинена індустрія програмного забезпечення і розробка новітніх технологій, а також наукові дослідження. У науково-дослідному парку, розташованому в південній частині Шампейн знаходяться представництва багатьох високотехнологічних компанії, серед яких iCyt (біотехнологічна компанія), Yahoo!, Riverglass, AMD, Intel, IBM, Amdocs, Instarecon, Phonak, Power World, Caterpillar Simulation Center і Volition.

## Відомі уродженці і жителі
- Флоріан Вітольд Знанецький — польсько-американський філософ і соціолог.
- Йоханнес Адріанус Бернардус ван Бейтену — відомий голландський і американський індолог і санскритолог.
- Ганс Генріх Хок — американський лінгвіст, індолог і санскритолог.
- Карл Воуз — американський вчений з німецьким корінням.
- Айрін Хант — американська письменниця.
- Лев Петрович Горков — російсько-американський фізик.
- Говард Сакер — американський історик і письменник.
- Роберт Сербер — американський фізик,
- Брендан Айк — програміст і творець мови програмування JavaScript.
- Ludacris — американський репер та актор.
- Марк Кірк (1959) — американський політик, член Республіканської партії. Сенатор США від штату Іллінойс. Капітан II рангу резерву ВМС США.
- Етель Клейтон (1882 — 1966) — американська кіноакторка.